# Mesalazin

Strukturformel

Mesalazin eller 5-aminosalicylsyra (5-ASA), är ett antiinflammatoriskt läkemedel som förskrivs på recept t.ex. under varumärkena Salofalk, Pentasa och Asacol i Sverige. 
Mesalazin hämmar inflammation och är basbehandling vid inflammatorisk tarmsjukdom (ulcerös kolit och Crohns sjukdom). Mesalazin utövar sin effekt lokalt i tarmarna och därför är de systemiska biverkningarna få. Mesalazin är effektivt både vid aktiv sjukdom och vid förebyggande behandling. Läkemedlen har använts under många år. De är väl beprövade och har relativt få biverkningar. 
Behandling med mesalazin är långvarig. Under senare år har man allt mer diskuterat vikten av god compliance eller patientföljsamhet. De som följer sin ordinerade medicinering har nämligen fem gånger högre sannolikhet att vara symtomfria efter två år än de som inte gör det. Viktigt för att slippa använda potentiellt mer toxiska läkemedel. 
I undersökningar uppges en av de viktigaste orsakerna till låg följsamhet till planerad behandling vara "för stort tablettintag". Att minska antalet medicintillfällen är därför viktigt. Numera finns läkemedel som man bara behöver ta en gång per dag.